# Turić (Republika Serbska)
Turić (cyr. Турић) – wieś w Bośni i Hercegowinie, w Republice Serbskiej, w gminie Pelagićevo. W 2013 roku liczyła 293 mieszkańców.